# Montigny-devant-Sassey
Montigny-devant-Sassey è un comune francese di 142 abitanti situato nel dipartimento della Mosa nella regione del Grand Est.

## Società

### Evoluzione demografica
Abitanti censiti